# Барриос де Чунгара, Домитила
Домитила Барриос де Чунгара (исп. Domitila Barrios de Chungara, 7 мая 1937 — 13 марта 2012) — боливийская общественная и политическая деятельница, организатор профсоюзного движения, активистка Революционного левого фронта, подпольщица Армии национального освобождения и участница борьбы с боливийскими военными диктатурами второй половины XX века.

## Биография
В ночь на 24 июня 1967 года, в день святого Хуана (Иоанна), по приказу президента Рене Баррьентоса на шахты Сигло-XX и Катави вошли войска и расстреляли несколько десятков мирных жителей — это событие известно как «Бойня Сан-Хуан». К тому моменту Домитила занимала пост генерального секретаря Комитета домохозяек шахтёрского района Сигло-XX — эпицентра профсоюзной борьбы Федерации профсоюзов рабочих горнорудной промышленности Боливии и Боливийского рабочего центра. Как и другие рабочие лидеры, она также стала жертвой пыток со стороны военных.
В 1975 году участвовала в Трибуне Международного года женщин, организованной ООН в Мексике. Начатая ею на знаменитой шахте «Сигло-XX» голодовка нескольких профсоюзных деятелей и священников (включая иезуитского миссионера из Испании Луиса Эспиналя) спровоцировала политический кризис, приведший к падению режима Уго Бансера в 1978 году. Свой опыт и размышления о положении боливийских трудящихся она описала в книге «Si me permiten hablar» («Let me Speak!» в английском переводе).
Она была первой среди левых, кто стал кандидатом в президенты страны, чем в некотором роде проложила путь для Движения за социализм и Эво Моралеса. В большую политику она не рвалась и предпочитала шахтёрскую среду, причём в ней она не ограничивалась собственно трудовыми конфликтами, но и боролась с ростом влияния церковников-христианских фундаменталистов.